# أندرس زاكارياسين
أندرس زاكارياسين (بالدنماركية: Anders Zachariassen)‏ مواليد 4 سبتمبر 1991، هو لاعب كرة يد دانمركي يلعب كمحور. يلعب حاليا مع نادي فلنسبورغ هاندفيت لكرة اليد ويحمل الرقم 22. مثل منتخب الدنمارك لكرة اليد.

## روابط خارجية
- أندرس زاكارياسين على موقع الاتحاد الأوروبي لكرة اليد (الإنجليزية)